# أخيان كوتشك
أخيان كوتشك هي قرية في مقاطعة أرومية، إيران. عدد سكان هذه القرية هو 24 في سنة 2006.